# 山口謠司
山口 謠司（やまぐち ようじ、1963年 - ）は、日本の中国文献学者。大東文化大学文学部中国文学科教授。中国山東大学客員教授。

## 略歴
佐世保北高等学校卒業。大東文化大学文学部中国文学科卒業後、同大学院修士課程修了。修士課程入学と同時に東洋文庫所蔵『岩崎文庫貴重書解題』作成のため林望の助手となる。博士課程1年の時に東洋文庫研究員。東洋文庫研究員を務めた亀井孝一橋大学名誉教授に師事。
1989年よりイギリスケンブリッジ大学大学東洋学部兼任研究員。フランス国立社会科学高等研究院人文科学研究所アジア言語研究センター大学院博士課程後期を経て、1996年大東文化大学専任講師、2003年助教授、07年准教授。妻はフランス人。
2012年「寫本から刊本へ 唐代通行『尚書』の研究」で大東文化大学博士（中国学）の学位を取得。ケンブリッジ大学のピーター・コーニツキと林望による『欧州所在日本古典籍目録』のためにヨーロッパの図書館に所蔵される日本、中国の古典籍を捜索し、目録を作成する。主なものは、ロンドン大学所蔵和刻本漢籍、ヴィクトリア&アルバート博物館所蔵日本及び中国古典籍、ルーヴァン・カトリック大学所蔵日本古典籍、スウェーデン国立東洋アジア博物館所蔵日本古典籍、デンマーク王立図書館所蔵日本古典籍、フランス国立図書館、パリ・ミッションエトランジェール日本及び中国古典籍、ギメ美術館所蔵日本古典籍、アカデミーフランセーズ所蔵日本古典籍、イタリア・フィレンツェ個人蔵古典籍、ローマ法王庁所蔵日本古典籍、ドイツ国立図書館所蔵日本古典籍など。これらの業績は今、国文学研究資料館で公開されている。
2017年、『日本語を作った男：上田万年とその時代』で第29回和辻哲郎文化賞受賞。同年11月より、加賀市「今年のにほんごコンテスト実行委員長」就任。

### 批判
漢詩や日本語を題材にした一般向けの書籍を多く出しているが、その著書の中に「日本語学に関する認識の誤り」等があることを、たびたび指摘されている。

## 著書

### 単著

#### 2000年代
- 『漢字ル世界』不空社、2005年1月。ISBN 4-900138-86-X。[* 2]（游学社、2016年10月。ISBN 978-4-904827-41-3）
- 『妻はパリジェンヌ』文藝春秋、2005年6月。ISBN 4-16-367190-0。[* 2]
- 『感じて!漢詩』不空社、2005年11月。ISBN 4-903350-02-9。[* 2]（游学社、2016年10月。ISBN 978-4-904827-42-0）
- 『書いて楽しむ小倉百人一首：えんぴつで味わう和歌の心』小学館、2006年11月。ISBN 4-09-837762-4。[* 2]
- 『書いて楽しむ論語：えんぴつで味わう漢字の世界』小学館、2007年4月。ISBN 978-4-09-837764-0。
- 『日本語の奇跡：〈アイウエオ〉と〈いろは〉の誕生』新潮社〈新潮新書〉、2007年12月。ISBN 978-4-10-610244-8。

#### 2010年代
- 『面白いほどよくわかる漢字：漢字のルーツから由来・成り立ちまで一括総集』日本文芸社、2010年1月。ISBN 978-4-537-25738-0。
- 『ん：日本語最後の謎に挑む』新潮社〈新潮新書349〉、2010年2月。ISBN 978-4-10-610349-0。
- 『戦国策伝：決して逃げなかった男たちの教え』ラピュータ、2010年11月。ISBN 978-4-905055-03-7。
- 『日本人が忘れてしまった日本語の謎：当たり前に使ってる日本語は、こんなに不思議』日本文芸社〈日文新書83〉、2011年10月。ISBN 978-4-537-25876-9。（三笠書房〈知的生きかた文庫〉、2016年2月。ISBN 978-4-8379-8390-3）
- 『迷いが晴れる論語の読み方：目からウロコ、孔子の真意』幻冬舎、2011年11月。ISBN 978-4-344-02099-3。
- 『知らないと恥をかく漢字』幻冬舎、2011年4月。ISBN 978-4-344-01979-9。
- 『漢詩へのパスポート：教養人が愛する漢詩の魅力を徹底解析』徳間書店、2012年6月。ISBN 978-4-19-710284-6。[* 2]
- 『感動する漢字：贈りたい一文字座右の一文字』廣済堂出版、2012年6月。ISBN 978-4-331-51633-1。
- 『超入門中国古典：『論語』から『孫子』まで一気にわかる』すばる舎、2012年5月。ISBN 978-4-7991-0137-7。
- 『日本語にとってカタカナとは何か』河出書房新社、2012年4月。ISBN 978-4-309-62442-6。（河出文庫、2016年12月。ISBN 978-4-309-41498-0）
- 『てんてん：日本語究極の謎に迫る』角川学芸出版〈角川選書500〉、2012年1月。ISBN 978-4-04-703500-3。
- 『名前の暗号』新潮社〈新潮新書528〉、2013年7月。ISBN 978-4-10-610528-9。
- 『大人の漢字教室』PHP研究所、2013年10月。ISBN 978-4-569-81561-9。
- 『間違いやすい小学校で習った漢字正しい書き順：知らないと恥をかく!間違って覚えている漢字の書き順』日本文芸社、2013年11月。ISBN 978-4-537-26051-9。
- 『漢字はすごい』講談社〈講談社現代新書2237〉、2013年11月。ISBN 978-4-06-288237-8。
- 『ディストピアとユートピア：パズルを解くように漢詩を読む』dZERO、2015年6月。ISBN 978-4-8443-7685-9。
- 『にほんご歳時記』PHP研究所〈PHP新書996〉、2015年7月。ISBN 978-4-569-82594-6。
- 『となりの漱石』ディスカバー21〈ディスカバー携書156〉、2015年10月。ISBN 978-4-7993-1768-6。
- 『日本語を作った男：上田万年とその時代』集英社インターナショナル、2016年2月。ISBN 978-4-7976-7261-9。
- 『日本語通』新潮社〈新潮新書660〉、2016年3月。ISBN 978-4-10-610660-6。
- 『〈ひらがな〉の誕生』KADOKAWA〈中経の文庫〉、2016年5月。ISBN 978-4-04-601414-6。
- 『語彙力がないまま社会人になってしまった人へ』ワニブックス、2017年1月。ISBN 978-4-8470-9530-6。
- 『一九一七〈其ノ一〉』游学社、2017年3月。ISBN 9784904827444。
- 『知的社会人1年目の本の読み方』フォレスト出版、2017年4月。ISBN 978-4-89451-755-4。
- 『ここが肝心！語彙力のヘソ：すぐ身につくワンランク上の言葉の使い方』徳間書店、2017年5月。ISBN 978-4-19-864402-4。
- 『音読力：読み間違う日本語の罠99』游学社、2017年6月。ISBN 978-4-904827-45-1。
- 『失敗しない大人の無敵の語彙大全：社会人が知っておくべき言葉555』PHP研究所、2017年8月。ISBN 978-4-569-83847-2。
- 『頭の中を「言葉」にしてうまく伝える。』ワニブックス、2017年10月。ISBN 978-4-8470-9616-7。
- 『ミジッシ』游学社、2017年11月。ISBN 978-4-904827-50-5。
- 『心とカラダを整えるおとなのための1分音読』自由国民社、2017年12月。ISBN 978-4-426-12388-8。
- 『記録を記憶に残したい大正時代：時空を超えて現代社会に影響を与えた大正ロマン』徳間書店、2017年12月。ISBN 978-4-19-864527-4。
- 『語彙力がないまま社会人になってしまった人へ【超｢基礎｣編】』ワニブックス、2018年2月。ISBN 978-4-8470-9652-5。
- 『あいうえお五十音図は明覚さんが映し出したことばの曼荼羅です。』游学社、2018年3月。ISBN 978-4-904827-51-2。
- 『文豪の凄い語彙力』さくら舎、2018年4月。ISBN 978-4-86581-143-8。（新潮文庫、2021年4月。ISBN 978-4-10-102861-3）
- 『この一言で「YES」を引き出す格上の日本語』幻冬舎、2018年4月。ISBN 978-4-344-03290-3。（三笠書房〈知的生きかた文庫〉, 2022年2月。ISBN 978-4-8379-8761-1）
- 『漱石と朝日新聞』朝日新聞出版〈朝日新書673〉、2018年6月。ISBN 978-4-02-273773-1。
- 『現代エッセイ訳 徒然草：すらすら読めて、すっきりわかる』ワニブックス〈ワニブックスPLUS新書234〉、2018年9月。ISBN 978-4-8470-6610-8。
- 『知性と教養が一瞬で伝わる！一流の語彙力ノート』宝島社、2018年10月。ISBN 978-4-8002-8803-5。
- 『もっと心とカラダを整えるおとなのための1分音読』自由国民社、2019年2月。ISBN 978-4-426-12508-0。
- 『自分一人で学び、極める。』フォレスト出版、2019年3月。ISBN 978-4-86680-026-4。
- 『1日3分脳とのどを鍛える音読落語』幻冬舎、2019年3月。ISBN 978-4-344-99233-7。
- 『一字違いの語彙力 肝に命じる?肝に銘じる?弱冠?若冠?』さくら舎、2019年4月。ISBN 978-4-86581-195-7。
- 『漢字で読み解く日本の神様』CCCメディアハウス、2019年6月。ISBN 978-4-484-19217-8。
- 『心とあたまを刺激する音読：語り継ぎたい30の教え』海竜社、2019年8月。ISBN 978-4-7593-1672-8。
- 『頭のいい子に育つ0歳からの親子で音読』さくら舎、2019年8月。ISBN 978-4-86581-212-1。
- 『唐代通行『尚書』の研究：写本から刊本へ』勉誠出版、2019年10月。ISBN 978-4-585-29187-9。
- 『美人は上品な言葉遣いでできている オトナ女子のための「語彙力」練習帳』宝島社、2019年10月。ISBN 978-4-8002-9839-3。
- 『ますます心とカラダを整えるおとなのための1分音読』自由国民社、2019年10月。ISBN 978-4-426-12575-2。

#### 2020年代
- 『ステップアップ0歳音読：親子で楽しむ知育』さくら舎、2020年1月。ISBN 978-4-86581-230-5。
- 『言葉を減らせば文章は分かりやすくなる』ワニブックス、2020年4月。ISBN 978-4-8470-9905-2。
- 『文豪の悪態：皮肉・怒り・嘆きのスゴイ語彙力』朝日新聞出版、2020年5月。ISBN 978-4-02-331874-8。
- 『論語のおさらい』自由国民社〈おとなの楽習28〉、2020年7月。ISBN 978-4-426-12635-3。
- 『いい子が生まれる胎教音読』さくら舎、2020年8月。ISBN 978-4-86581-258-9。
- 『文豪たちのずるい謝罪文』宝島社、2020年8月。ISBN 978-4-299-00770-4。
- 『語感力事典：日常会話からネーミングまで』笠間書院、2020年9月。ISBN 978-4-305-70927-1。
- 『13歳からの読解力 正しく読み解き、自分の頭で考えるための勉強法』PHPエディターズ・グループ、2020年10月。ISBN 978-4-569-84680-4。
- 『文豪のぼやき：短い言葉が心に刺さる』秀和システム、2020年12月。ISBN 978-4-7980-6309-6。
- 『恥ずかしい日本語：語彙力・社会人力アップのための楽しい日本語講座』廣済堂出版、2020年12月。ISBN 978-4-331-52317-9。
- 『炎上案件明治/大正ドロドロ文豪史』集英社インターナショナル、2021年1月。ISBN 978-4-7976-7394-4。
- 『文豪たちの美味しいことば』海竜社、2021年5月。ISBN 978-4-7593-1658-2。
- 『明治の説得王・末松謙澄：言葉で日露戦争を勝利に導いた男』集英社インターナショナル〈インターナショナル新書〉、2021年6月。ISBN 978-4-7976-8076-8。
- 『読めば心が熱くなる!中国古典100話』三笠書房〈知的生きかた文庫〉、2021年7月。ISBN 978-4-8379-8731-4。
- 『頭がよくなる0歳音読はくしょん』さくら舎、2022年3月。ISBN 978-4-86581-335-7。
- 『一生使える国語力：3歳から12歳までに身につける「読む・話す・書く」教室』笠間書院、2022年4月。ISBN 978-4-305-70957-8。
- 『てんまる：日本語に革命をもたらした句読点』PHP研究所〈PHP新書1305〉、2022年4月。ISBN 978-4-569-85182-2。
- 『あ゛：教科書が教えない日本語』中央公論新社〈中公新書ラクレ772〉、2022年9月。ISBN 978-4-12-150772-3。
- 『なんでもない一日の辞典』WAVE出版、2022年9月。ISBN 978-4-86621-425-2。
- 『面白くて眠れなくなる日本語学』PHPエディターズ・グループ、2023年2月。ISBN 978-4-569-85283-6。
- 『世界一役に立つ図解論語の本』三笠書房〈知的生きかた文庫〉、2023年3月。ISBN 978-4-8379-8814-4。

### 共編著・翻訳
- 編訳『書経：ビギナーズ・クラシックス中国の古典』KADOKAWA〈角川ソフィア文庫〉、2019年3月。ISBN 978-4-04-400299-2。
- 星弘道と共著『般若心経：生きる力がわく二六二文字の写経』徳間書店。
- 解題・神鷹徳治と共著『白氏六帖事類集』汲古書院〈古典研究会叢書 漢籍之部〉。（2008-2012）
- 貴田晃と共著『大秦景教流行之碑翻訳資料』大東文化大学人文科学研究所。
- 亀井孝、佐竹昭広、石塚晴通、酒井憲二、栃尾武、林望と共著『東洋文庫所蔵岩崎文庫貴重書書誌解題I』財団法人 東洋文庫。
- 曾貽芬・崔文印原著、石川薫・洲脇武志と共訳『中国歴史文献学史述要』。

### 監修
- 『語彙力アップ小学漢字1026字：何歳からでもチャレンジできる!』すばる舎、2018年7月。ISBN 978-4-7991-0727-0。
- 『図解眠れなくなるほど面白い論語』日本文芸社、2019年2月。ISBN 978-4-537-26199-8。
- 別冊宝島編集部編『美智子さま心に響くすてきな御歌100選』宝島社、2019年5月。ISBN 978-4-8002-9493-7。
- ニシワキタダシ著『にたことば絵辞典：くらべる・たのしい』PHPエディターズ・グループ、2019年10月。ISBN 978-4-569-84383-4。
- 『頭のいい一級の語彙力集成：ピッタリのひとこと1500』さくら舎、2019年11月。ISBN 978-4-86581-223-7。
- 『文豪のすごい言葉づかい辞典』宝島社〈TJ MOOK〉、2020年4月。ISBN 978-4-299-00394-2。
- 『図解眠れなくなるほど面白い大人のための日本語と漢字』日本文芸社、2020年4月。ISBN 978-4-537-21782-7。
- 菊村キク (イラスト)『友だちに聞かせて怖がらせたい怪談』辰巳出版、2020年7月。ISBN 978-4-7778-2605-6。
- 『偽書が生んだ異端の日本史：日本と世界を揺るがせた、禁断の「偽書」と「奇書」の謎に迫る!』メディアソフト〈MSムック〉、2020年11月。ISBN 978-4-86714-126-7。
- 篠原菊紀共監修『えんぴつで脳を鍛える!なぞりがき百人一首』宝島社、2020年11月。ISBN 978-4-299-01019-3。
- 『国宝鳥獣戯画の世界：「謎の国宝」全4巻に秘められた謎を読み解く!』メディアソフト〈MSムック〉、2020年12月。ISBN 978-4-86714-048-2。
- 『文豪の名句名言事典 身につけたい教養の極み』さくら舎、2021年1月。ISBN 978-4-86581-280-0。
- 『推しことば類語辞典 巧みな単語で「好き」を拡散!』笠倉出版社、2021年8月。ISBN 978-4-7730-6137-6。
- 『陰謀が動かした日本の歴史 疑惑の古代・中世史』メディアソフト〈MSムック〉、2021年9月。ISBN 978-4-86714-267-7。
- 『チコちゃんと学ぶ　チコっと論語 自分で考え、生き抜く力をつける！』河出書房新社〈チコっと古典シリーズ〉、2021年12月。ISBN 978-4-309-72931-2。

## 論文
- Cinii